# Christian Wurstisen
Christian Wurstisen (latin : Christianus Urstisius) (né le 23 décembre 1544 à Liestal et mort le 29 mars 1588 à Bâle) est un mathématicien, théologien, historien de Bâle. Son nom est aussi connu comme Wursteisen, Wurzticius, Ursticius, Urstisius, ou Urstis.

## Biographie
En 1565, il devient professeur de mathématiques à l'Université de Bâle, et en 1585 professeur de théologie. L'année suivante, le magistrat de la cité le nomme à l'académie comme historien de la ville, un poste qu'il occupe jusqu'à sa mort. Il est enterré à Münster.
La seconde édition du De revolutionibus orbium coelestium de Nicolas Copernic a été imprimée à Bâle. On considère que Wurstisen a présenté le premier l'œuvre de Copernic à Galilée, alors que l'adoption de l'héliocentrisme par Galilée est souvent attribuée à Michael Maestlin. Cette attribution a cependant été contestée, et on a affirmé qu'une autre personne ayant un nom similaire, Christopher Wursteisen, a introduit les théories de Copernic à Padoue.
Son célèbre livre de mathématiques Elementa arithmeticae est lu par de grands esprits comme John Milton et le philosophe hongrois Andreas Dudith.
Dans sa chronique de Bâle de 1580, Wurstisen appelle les couleurs héraldiques d'après les initiales des couleurs. Le peintre Gregor Sickinger (1558-?) de Soleure l'a illustré.

## Œuvres
- Wurstisen, Ch., Bassler Chronick, dariñ alles, was sich in Oberen Teutschë Landen, nicht nur in der Statt und Bistumbe Basel, von ihrem Ursprung her, ... biss in das gegenwirtige MDLXXX. Jar, gedenckwirdigs zugetragen: sonder auch der Eydtgnoschafft, Burgund, Elsass und Breissgow ... warhafftig beschrieben: sampt vieler Herrschafften und Geschlechtern Wapen und Stambäumen, etc. (Eine Missive Enee Sylvii ... darinn die Statt Basel kurtzlich beschrieben. Durch C. Wurstisen ... vertolmetscht.).. pp. xx. 655. Sebastian Henricpetri: Basel, 1580. fol[4].

- Wurstisen, Ch. (Urstisius), Elementa arithmeticae, logicis legibus deducta in usum Academiae Basiliensis. Opera et studio Christiani Urstisii. Basileae, 1579. Sebastian Henricpetri.

- Wurstisen, Ch., Germaniae historicorum illustrium, quorum plerique ab Henrico IIII Imperatore usque ad annum Christi, MDCCCC ... res gestas memoriae consecrarunt, tomus unus [-pars altera], Volume 1, apud heredes Andreae Wecheli, 1585 [5]

- Matthias of Neuenburg, Albert of Straßburg, Johannes Cuspinianus, Christian Wurstisen, Matthiae Neoburgensis Chronica, cum continatione et Vita Berchtholdi de Buchegg: Die Chronik des Matthias von Neuenburg nach der Berner - und Strassburgerhandschrift mit den lesarten der ausgaben von Cuspinian und Urstisius, Stämpflische Buchdruckerei (G. Hünerwadel), 1866 [6]